# Hallowed Be Thy Name
Hallowed Be Thy Name (с англ. — «Да святится имя Твое») — песня британской хеви-метал-группы Iron Maiden, первоначально вышедшая в альбоме The Number of the Beast в 1982 году. Автором песни является бас-гитарист группы Стив Харрис, она включает в себя 2 гитарных соло: первое исполняется Дейвом Мюрреем, а второе с 1982 по 1988 исполнялось Эдрианом Смитом. С 1990 его играет Яник Герс.
Текст композиции повествует о человеке, приговорённом к смертной казни, которому осталось жить несколько часов. Вскоре его повесят и он предстаёт перед своим будущим.
Помимо The Number of the Beast песня также вошла практически во все концертные альбомы и сборники группы. Концертная версия из альбома A Real Dead One в 1993 году была издана, как сингл. Также одна из версий песни была выпущена на стороне «Б» сингла «Different World» в 2006 году.
На обложке выпущенного в 1993 году сингла изображён Эдди, в образе Сатаны, пронзающий трезубцем вокалиста группы, Брюса Дикинсона.
Песня является одной из самых известных композиций группы и включается в сет-лист каждого концерта группы, часто завершая выступление. Данный трек занял первое место в списке «100 величайших метал-песен» по версии журнала DigitalDreamDoor. В марте 2023 года группа авторов американского издания Rolling Stone включила данную композицию в список «100 величайших хеви-метал песен всех времён». В этом рейтинге она заняла 16-ю позицию.

## Кавер-версии
На данную композицию было сделано несколько каверов. Некоторые из них:
- 1996 — Solitude Aeturnus
- 1998 — Cradle of Filth
- 2002 — Iced Earth
- 2002 — Dream Theater
- 2008 — Machine Head

## Список композиций
- «Hallowed Be Thy Name» (Харрис) — записана на концерте в Москве, 2 июня 1993 года — 7:51
- «The Trooper» (Харрис) — записана на концерте в Хельсинки, 27 августа 1992 года — 3:53
- «Wasted Years» (Смит) — записана на концерте в Бремене, 16 апреля 1993 года — 4:42
- «Wrathchild» (Харрис) — записана на концерте в Хельсинки, 27 августа 1992 года — 2:57

## Состав
- Брюс Дикинсон — вокал
- Стив Харрис — бас-гитара
- Дейв Мюррей — соло-гитара
- Эдриан Смит — соло-гитара (альбомная версия)
- Яник Герс — соло-гитара (сингловая версия)
- Нико МакБрэйн — ударные (сингловая версия)
- Клайв Барр — ударные (альбомная версия)

## Позиции в чартах
| Год  | Чарт                 | Позиция |
| ---- | -------------------- | ------- |
| 1982 | U.S. Mainstream Rock | 50      |
| 1993 | UK Singles Chart     | 9       |
| 1993 | Sverigetopplistan    | 37      |
| 1993 | Irish Singles Chart  | 16      |